# 松前城
松前城，亦稱為為福山城，是位於北海道松前町的一座日式城堡，為江戶時代松前藩的主城，也是北海道裡唯一的日式城堡。